# Лисс, Иоганн
Иоганн (Ян) Лисс, Джованни Лисс (нем. Johann Liss, Jan Lis, итал. Giovanni Liss; около 1597, Ольденбург, графство Ольденбург, Священная Римская империя — 5 ноября 1631, Верона, Венецианская республика) — немецкий живописец, рисовальщик и гравёр, значительную часть жизни работавший в Италии. Один из ключевых художников немецкого барокко (наряду с Адамом Эльсхаймером), вместе с современниками Доменико Фетти и Бернардо Строцци — видный представитель венецианской школы.

## Жизнь и творчество
Родился в Ольденбурге; сын и тёзка Иоганна Лисса, придворного живописца герцогов Гольштейнских. Совершил путешествие в Нидерланды, где испытал влияние ряда голландских и фламандских мастеров: Хендрика Гольциуса (у которого также учился гравированию), Дирка Халса, Карела ван Мандера, Питера Пауля Рубенса, Якоба Йорданса и других. 
Примерно в 1620 году Лисс прибыл в Венецию, где вскоре вошел в круг Доменико Фетти. В венецианскую традицию Лисс привнёс сюжеты и мотивы, характерные для нидерландской жанровой живописи. В 1622 году Лисс на три года переезжает в Рим, где он близко знакомится с традициями караваджизма и испытывает классицизирующее влияние творчества Аннибале Карраччи, которым отмечены работы Лисса на мифологические сюжеты. По возвращении в Венецию в 1625 году римско-фламандский реализм его ранних работ становится уравновешен традициями венецианской живописи, восходящими к наследию Тициана и Тинторетто. Поздние работы Лисса отличаются свободным мазком и барочной сложностью композиции, предвосхищающими достижения венецианского рококо XVIII века.

## Галерея

Избранные работы
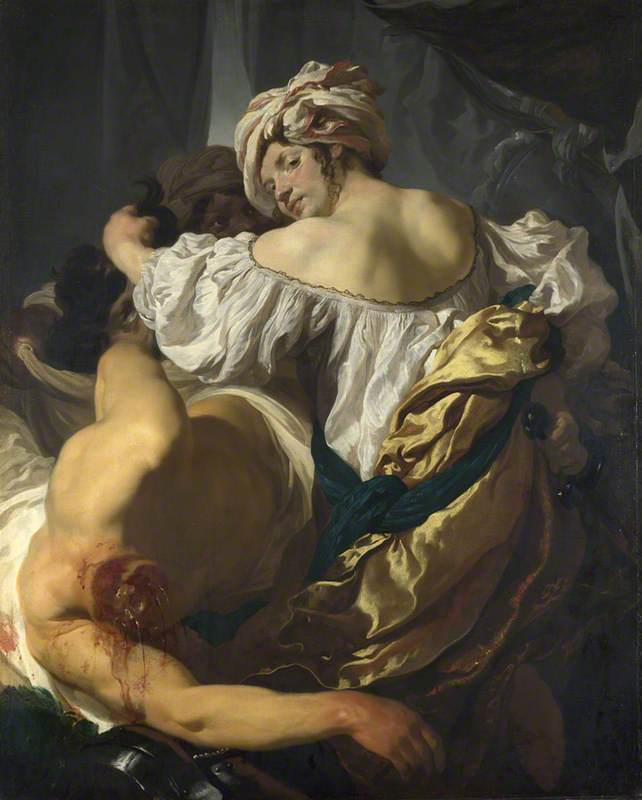
Юдифь с головой Олоферна. Около 1622–1623 Национальная галерея, Лондон
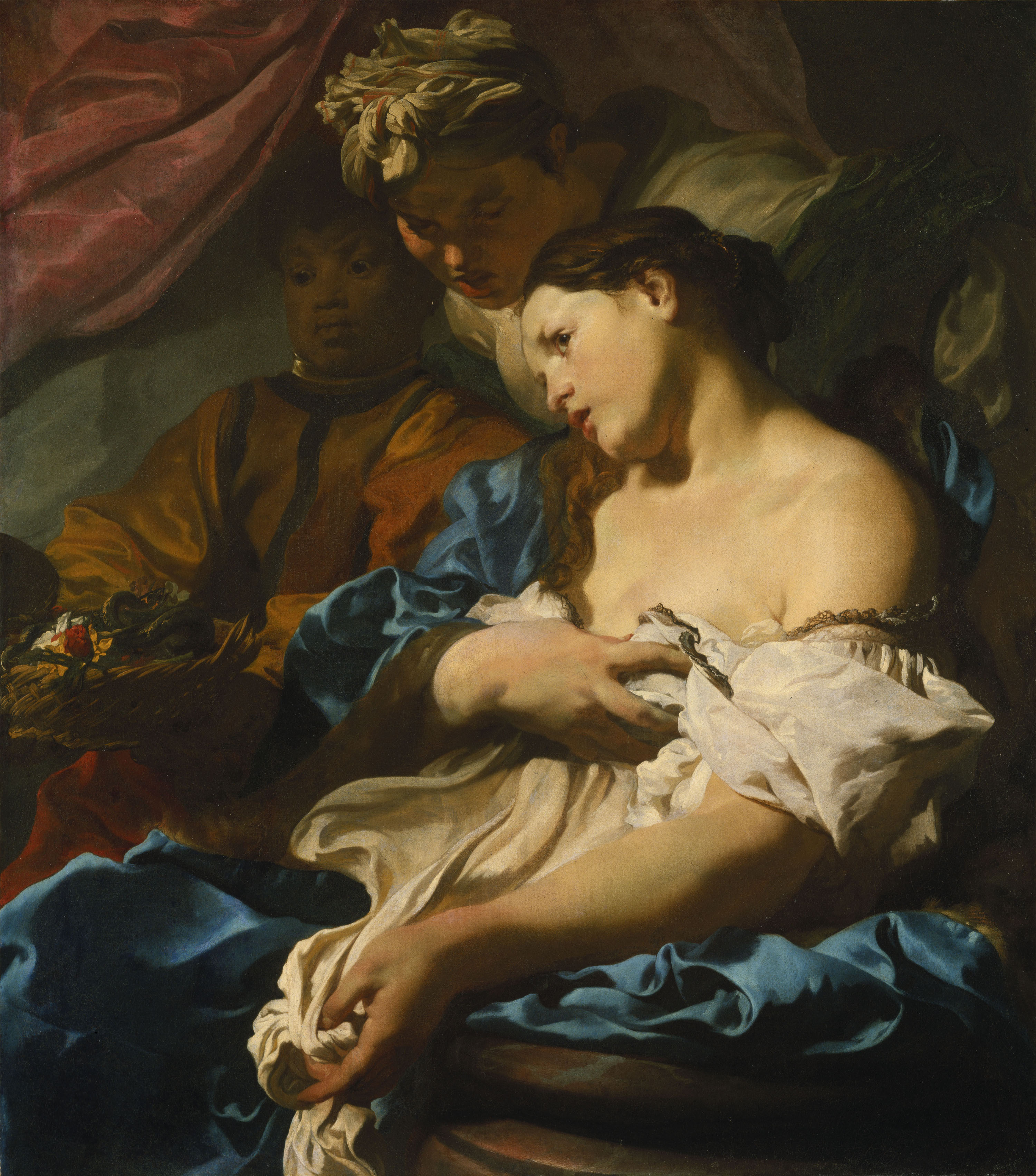
Смерть Клеопатры. Около 1622–1624 Старая пинакотека, Мюнхен
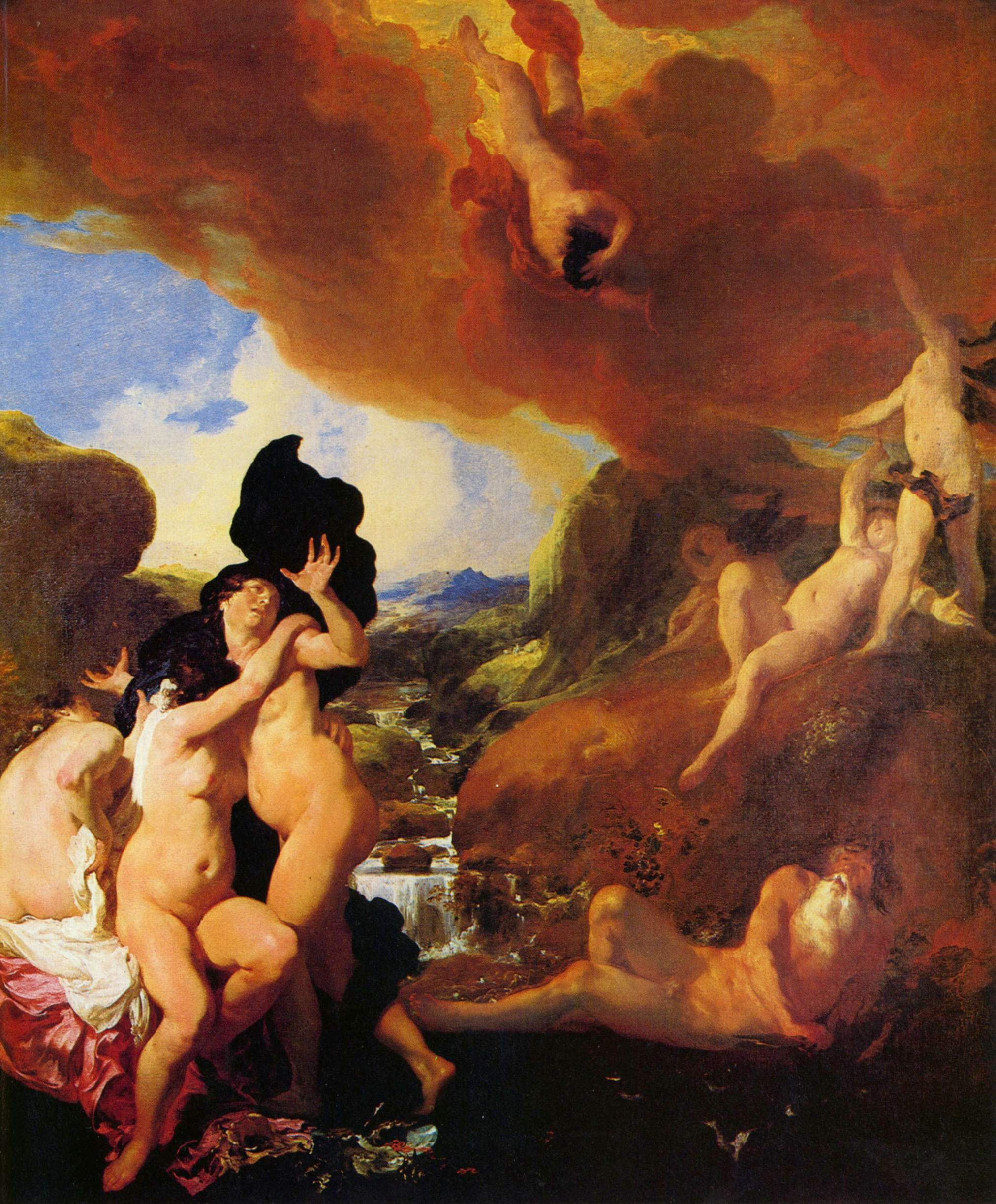
Падение Фаэтона. Около 1624 Национальная галерея, Лондон
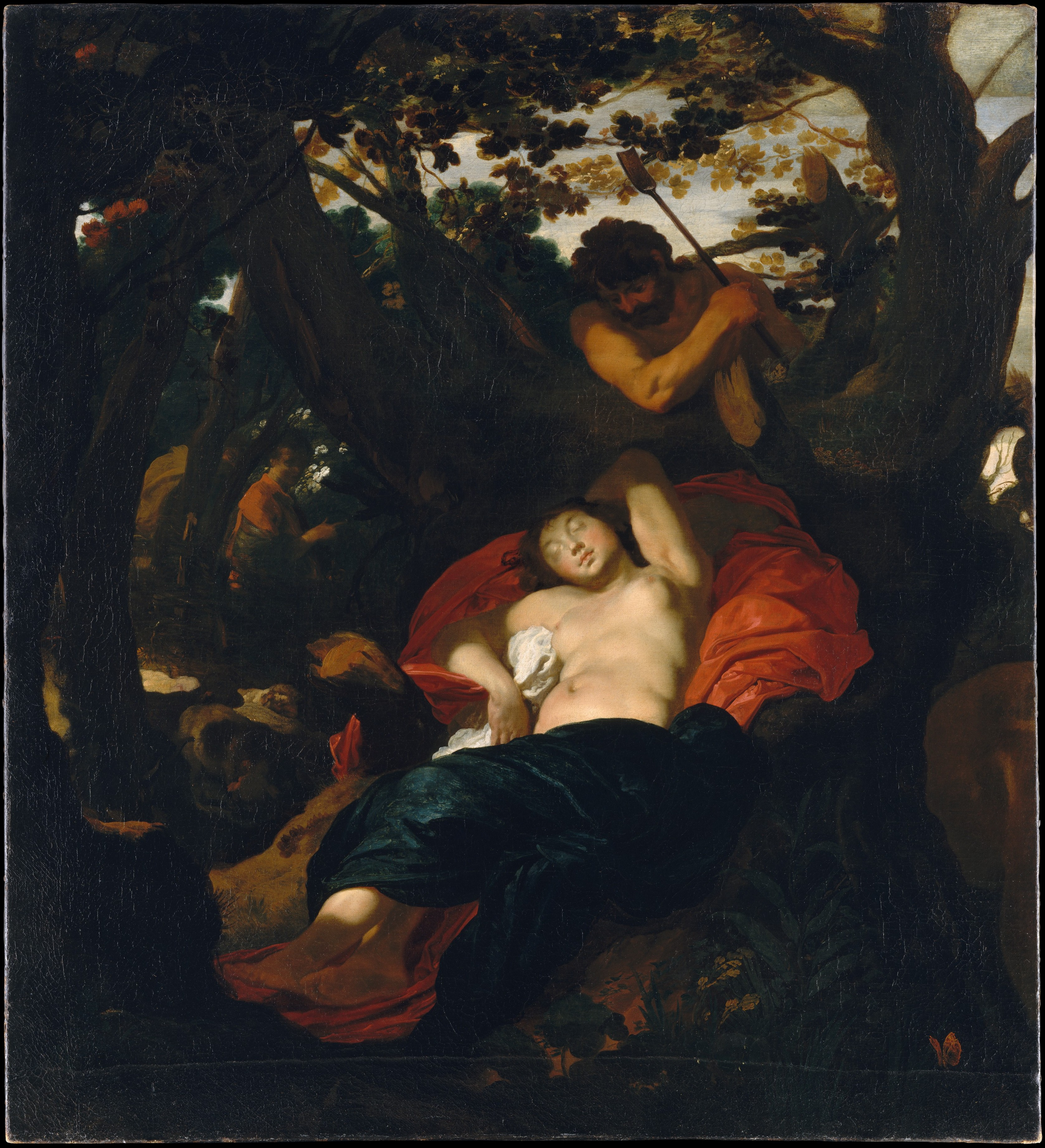
Нимфа и пастух. Около 1625 Метрополитен-музей, Нью-Йорк
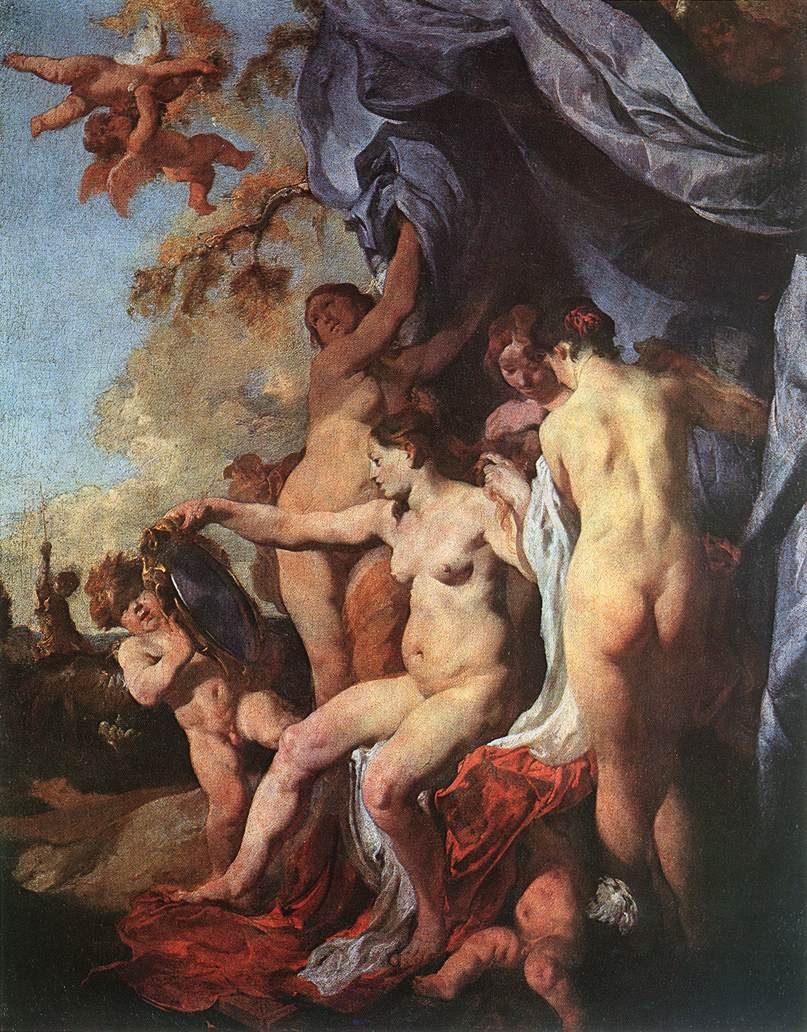
Туалет Венеры. Около 1625–1626 Уффици, Флоренция
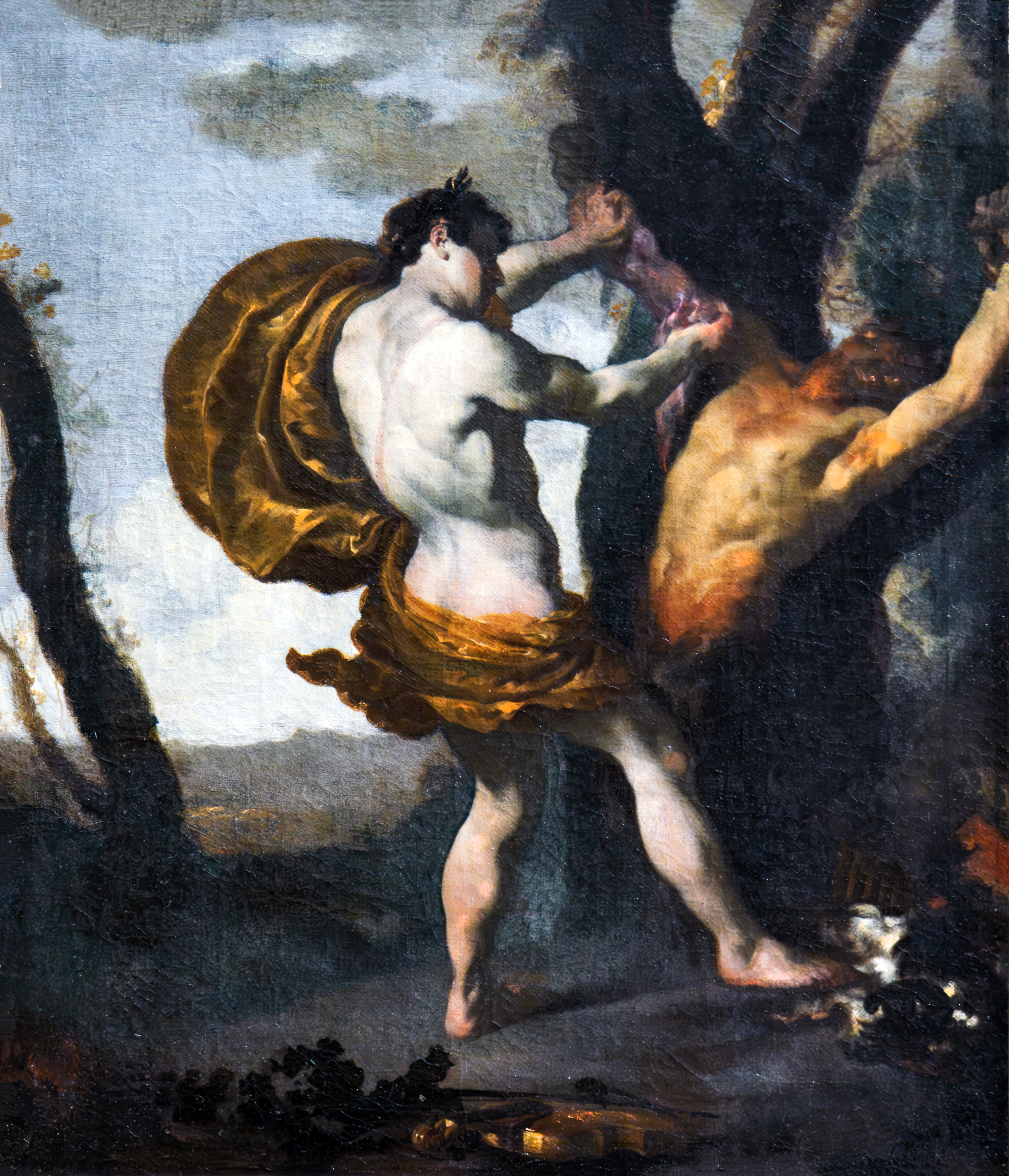
Наказание Марсия Аполлоном. Около 1627 Галерея Академии, Венеция
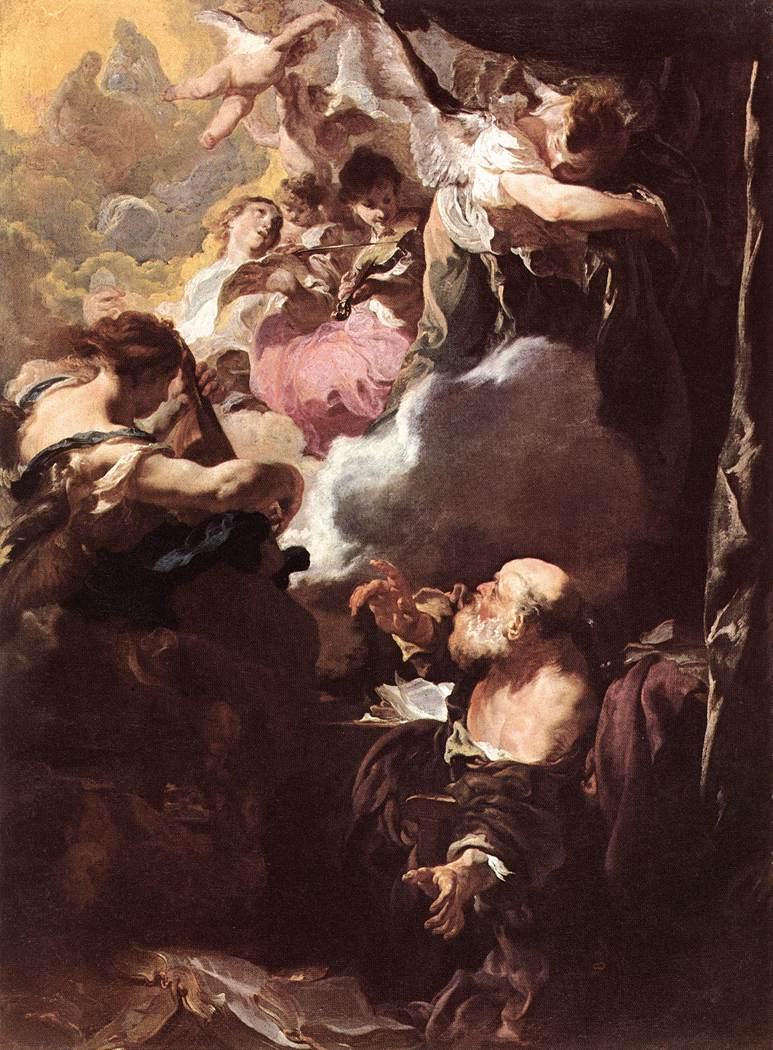
Экстаз апостола Павла. Около 1627–1629 Картинная галерея, Берлин
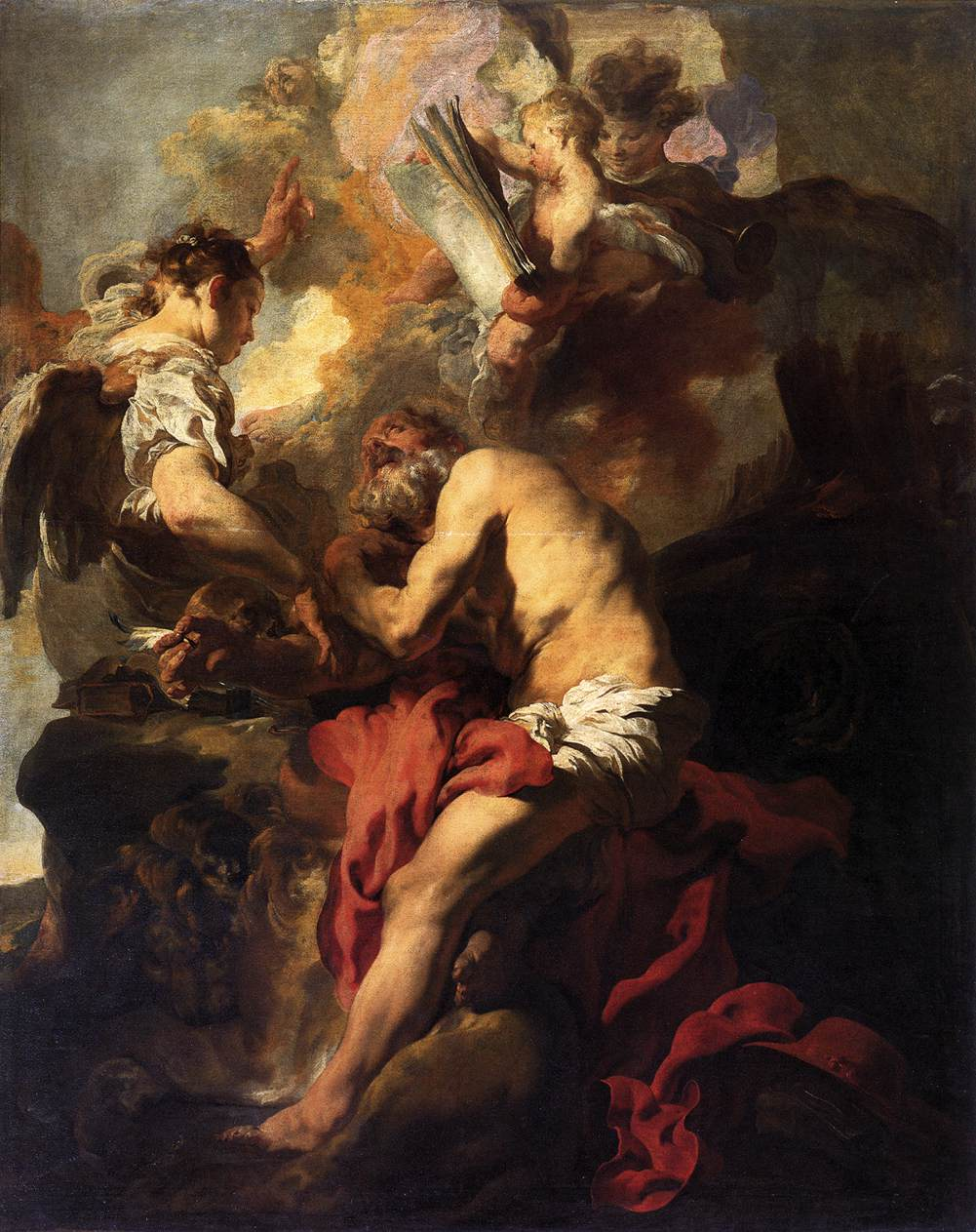
Видение святого Иеронима. Около 1628 Сан-Никола-да-Толентино, Венеция